# 内藤信興
内藤 信興（ないとう のぶおき）は、江戸時代中期の大名。越後国村上藩3代藩主。官位は従五位下・紀伊守。

## 経歴
享保8年（1723年）、2代藩主・内藤信輝の次男として江戸にて誕生した。父・信輝の死去により同10年（1725年）10月25日、6歳で遺領を継いだ。享保21年（1736年）1月28日、8代将軍・徳川吉宗に御目見し、同年12月16日に従五位下・紀伊守となる。同2年6月19日、始めて村上に入部した。
宝暦11年（1761年）5月25日、子の信旭に家督を譲って隠居し、のち明和元年閏12月28日（1765年2月17日）に大膳亮と改めた。また同8年8月3日、剃髪して「昌山」と号したという（以上「寛政譜」新訂13巻203頁および『新編 藩翰譜』2巻所載系図、128頁）。
安永9年（1780年）5月5日、江戸で死去した。享年61。葬地は小石川の無量院（廃寺）。現在、墓所は新潟県村上市の天徳寺に移されている。
『村上郷土史』107頁には「表入用之儀追々相滞 甚差支候」「公務にも可相障 安心無之候」と、逼迫する江戸での財政状況を伝える書状が掲載されている（年次不明。同書では元文5年と推定）。

## 系譜
子女は「寛政譜」記載の子女は次の4男6女である。「越後村上 内藤家譜」からの記述を付加し、また『村上郷土史』所載系図の記述を括弧書きにした。
父母
- 内藤信輝（父）

正室
- 奥平昌成の娘

子女
- 内藤信旭（長男）
- カナ[2]
- 内藤信凭（次男）
- 貞[3] ー 阿部正賀継室
- ヒデ[4] ー 松平直行継室、生母は正室
- 内藤頼尚（三男）
- 艶[5]
- 剛松[6]
- トシ[7]
- マサ[8]

## 特記事項
- 生没年および享年は「寛政譜」および「藩翰譜続編」（『新編 藩翰譜』2巻104、105頁が続編部分である）の記述に拠った。いずれも安永9年5月5日に61歳で卒とし、従って享保5年生まれとなる。「寛政譜」は生年を明記している。
- 『村上郷土史』では享保8年3月21日生、安永9年5月5日卒、享年58（80頁）もしくは享保6年生、安永9年に60歳で卒したとする（103および116頁）。
- 法名・惇誉興仁道温は「寛政譜」の表記に拠るもの。『村上郷土史』は淳養誉興仁道温と記している（80頁）。
- 『村上郷土史』は生母を「側室の武笠氏」とするが、他の史料に所見がない。